# Gaylen Ross
Gaylen Ross, nascuda Gail Sue Rosenblum, és una actriu, guionista, directora i productora americana nascuda el 15 d'agost de 1950 a Indianapolis, Indiana (Estats Units).
Redactora en un diari, fa una  audició el 1978 pel principal paper femení (Francine) de la pel·lícula El despertar dels zombis, de George A. Romero. A continuació, actua en la pel·lícula de por Madman, després reapareix en la pel·lícula de Romero, Creepshow (1982), en el paper de l'esposa infidel de Leslie Nielsen. El 1985, participa en la pel·lícula Day of the Dead, com a directora de càsting. Gaylen Ross treballa a continuació essencialment com a directora, productora i guionista de documentals. Ha dirigit El jueu que va negociar amb els nazis, presentat al festival del cinema israelià de París el 2012.

## Filmografia
Actriu
- 1978: El despertar dels zombis (Dawn of the Dead): Francine
- 1982: Madman: Betsy (al crèdits com Alexis Dubin)
- 1982: Creepshow: Becky Vickers (Episodi "Something To Tide You Over")
- 1996-1997: Walker, Texas Ranger (sèrie TV): Mary Wilson / Meredith Barnes (2 episodis)

Directora, productora, guionista
- 1989: Out of Solidarity (documental TV): guionista
- 1990: Time for Art (documental TV): guionista
- Investigative Reports (Episodi: "Selling the Dream: Stock Hype and Fraud") (documental TV): guionista, realitzadora i productora
- 1994: Not Just Las Vegas (documental TV): guionista
- 1995: Dealers Among Dealers (documental TV): guionista i productora
- 1997: Blood Money: Switzerland's Nazi Gold: guionista i coproductora
- 1999: To Russia for Love: Mail-Order  Brides (documental TV): guionista, directora i productora
- 2003: Listen to Her Heart: The Life and Music of Laurie Beechman (documental): guionista
- 2008: El jueu que va negociar amb els nazis: guionista, directora i productora
- 2011: Caris' Peace (pel·lícula documental): guionista